# واسط (بيشة)
واسط هي إحدى قُرى محافظة بيشة بتبالة وتتبع منطقة عسير في المملكة العربية السعودية.

## التاريخ
تعود تاريخ قرية واسط لأكثر من 200 عام.

## المرافق
تضم قرية واسط منازل قديمة من الجهة الجنوبية، مبنية من الطين والحجارة وجامع كبير أنشأت فيه أول مدرسة، وتضم سوق السبت، وهو أول سوق في تبالة.

## أصل التسمية
أُطلق علي قرية واسط هذا الاسم بسبب توسطها قرية تبالة.

## التطوير
في عام 2014، أقرت الهيئة العامة للسياحة والآثار مبلغ 10 ملايين ريال لتطوير قرية واسط بالتعاون مع بلدية واسط.